# Storia di Siracusa in epoca moderna
La storia di Siracusa in epoca moderna riguarda gli avvenimenti che coinvolsero la città di Siracusa dall'epoca spagnola fino al XIX secolo.
In questi secoli la città fu oggetto di ingenti ristrutturazioni: venne fortificata, per contrastare gli assalti dei nemici della corona spagnola, e venne ricostruita nel suo centro storico, a causa del violento terremoto del Val di Noto che la semi-distrusse.
In seguito fu sede del dominio austriaco; ultima roccaforte degli Asburgo.
Si instaurò infine la monarchia dei Borbone. La città venne punita quando aderì ai moti rivoluzionari per l'unificazione dell'Italia: i Borbone le tolsero il titolo di capoluogo, passandolo a Noto; che lo manterrà fino al 1865. Campo Marchese Del Carretto, militare del regno borbonico, dichiarò Siracusa il 4 agosto del 1837 «città scellerata». Seguì un periodo nefasto, caratterizzato da oneri economici da versare al regno ed epidemie, con conseguente abbandono della città da parte dei suoi abitanti.
La situazione mutò il 1 agosto del 1860 quando un gruppo di garibaldini entrò in città e la dichiarò parte delle conquiste di Garibaldi. Con l'entrata nel Regno d'Italia, Siracusa riottenne il titolo di capoluogo.

## Epoca spagnola

### Da Carlo V al Grande assedio di Malta

#### Il primo periodo del Regno di Carlo V
Nel 1516, quando re Ferdinando II d'Aragona morì, il monarca spagnolo lasciò scritto nel suo testamento che la città di Siracusa (all'epoca separata dal resto dell'isola per via della Camera reginale) e le terre ad essa appartenenti (la Camera controllava importanti territori della Sicilia orientale) passavano per sua volontà in potere della Serenesima reyna doña Germana (la moglie di Ferdinando, nipote del re di Francia Luigi XII, nonché infante del Regno di Navarra), la quale a sua volta avrebbe dovuto rispondere all'erede del trono iberico Carlo d'Asburgo; futuro imperatore del Sacro Romano Impero (con il nome di Carlo V) e primo re della Spagna unificata. Siracusa aveva dunque una regina differente da quella degli altri sudditi della corona iberica (e si narra che tra Germana e Carlo fosse nata una storia d'amore clandestina).
I siracusani vissero gli ultimi anni della Camera in maniera turbolenta, poiché aizzati contro di essa dalle altre realtà territoriali che non accettavano di dipendere da un'autorità la cui sede fosse Siracusa: significativa in tal senso fu la ribellione di Lentini che al nuovo re scrisse di abolire la Camera, oppure, se non li riteneva degni di decidere del loro destino, di consegnarli tutti «ai Turchi e ai Mauri, per essere tagliati a pezzi, e così perdendo il corpo, poter salvare almeno l'anima»».

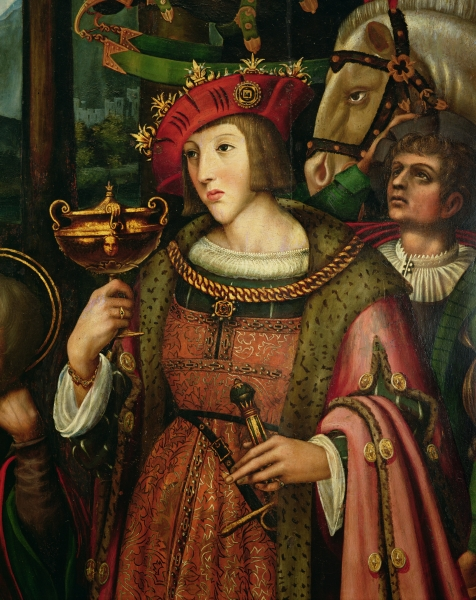
Carlo V d'Asburgo (dipinto di Marco Cardisco, XVI secolo)

Carlo nominò vescovo di Siracusa lo spagnolo Pietro Urries (don Pedro de Urrea); a costui il Papa Leone X spedì nel maggio del 1517 il breve apostolico recante le seguenti parole: «Ecclesiam Syracusanam primam Divi Petri filiam et secundam post Antiochenam Christo dicatam» (Chiesa siracusana prima figlia di san Pietro e seconda dedicata a Cristo dopo Antiochia). Si deve inoltre allo spagnolo Lucio Cristóbal Escobar, siciliano d'adozione, la prima opera dell'epoca moderna incentrata sulla storia siracusana greca e romana.
Incominciarono nei primi anni del '500 le calamità naturali che avrebbero accompagnato in maniera persistente la città aretusea per tutto l'arco storico moderno: peste, siccità e alluvioni verificatesi in sequenza nei primi due decenni cinquecenteschi, convinsero i siracusani (e pure il loro imperatore Carlo V) che fosse arrivato il tempo della fine del mondo. Profeti vennero consultati e poiché uno di loro predisse per il mese di febbraio del 1524 un nuovo diluvio universale, la città di Siracusa, come molte altre realtà geografiche dell'epoca, prese contromisure, che sostanzialmente si limitavano all'approvvigionamento di viveri e a una snervante attesa.
Dato che il diluvio alla fine non si verificò, i siracusani si rassegnarono al susseguirsi di altre calamità climatiche, senza però più dar credito alle voci su possibili estinzioni di massa profetizzate (in tali fatti va comunque considerata la forte componente emotiva che caratterizzava il tempo spagnolo: mentre avanzava la Santa Inquisizione, i sudditi della corona iberica divenivano particolarmente sensibili all'espiazione del peccato, per cui accettavano il tutto come una «punizione divina» e l'unica cosa che potevano fare era pregare).
Nel 1526, dopo numerose pressioni, i siracusani ottennero dall'imperatore Carlo V la promessa che alla morte di Germana de Foix la Camera reginale sarebbe stata abolita e loro sarebbero ritornati a far pienamente parte del Regno di Sicilia. Bisogna sottolineare che Carlo V sulle sorti della Camera non era d'accordo con i siracusani, che più volte lo avevano pregato di rimettere la loro città tra il patrimonio demaniale del Regno, poiché l'Asburgo, oltre che a essere fortemente legato a Germana (quindi non voleva farle un torto togliendole i possedimenti che Ferdinando le aveva concesso in perpetuo), vedeva nella Camera una sorta di tutela per i siracusani (ed effettivamente il tempo gli darà ragione).
Il '26 fu l'anno in cui si diede inizio alla colossale opera di fortificazioni aretusee: Carlo V d'Asburgo accolse la richiesta d'aiuto dei siracusani, i quali li mandarono ambasciatori a corte per informarlo di un temerario assalto dei turchi dell'Impero ottomano, che arrivarono a bruciare la basilica di San Giovanni alle catacombe (la cui cripta conteneva un tempo le reliquie di Marziano di Siracusa, il primo vescovo di Siracusa e, secondo la tradizione, dell'intero Occidente). Spaventati dalla prospettiva di una facile invasione (non essendovi all'epoca mure o baluardi sufficienti a proteggerli) implorarono l'imperatore Carlo di intervenire, e costui lo fece; ma lo fece in un modo tale che sarebbe stato criticato da molti storici a venire: egli difatti ordinò che per circondare Ortigia di mura (all'epoca non ancora staccata dalla terraferma e sola parte abitata della città) si andasse a ricavare la pietra necessaria dagli antichi monumenti di origine greca e romana.
Gli spagnoli, così come gli abitanti dell'epoca, erano a conoscenza della vasta area archeologica che sorgeva nella parte abbandonata della città (Neapolis, la «Città Nuova», era una delle cinque città-quartiere di Syrákousai) e dato che tutti quei monumenti si trovavano in disuso da secoli e secoli ed erano stati altresì già in parte diroccati dai terremoti medievali, fu lì che la Spagna ordinò di trovare il materiale (pietra già lavorata) per rinchiudere i siracusani dentro Ortigia e scongiurare un'azione assalitrice della Sublime Porta.
Carlo V si mostrò singolarmente ferreo nel progetto di fortificazione di quello che per i siracusani era l'unico rifugio possibile (non vi sarebbe stata come a Messina o Palermo una netta differenza tra la parte civile e la parte militare del territorio; qui si stava direttamente trasformando la zona civile in zona militare).
E poiché l'ultimo che fece una cosa simile ad Ortigia fu uno dei suoi più potenti tiranni, Dionisio I di Siracusa, a egli Carlo V d'Asburgo venne associato da diversi storici moderni e contemporanei.

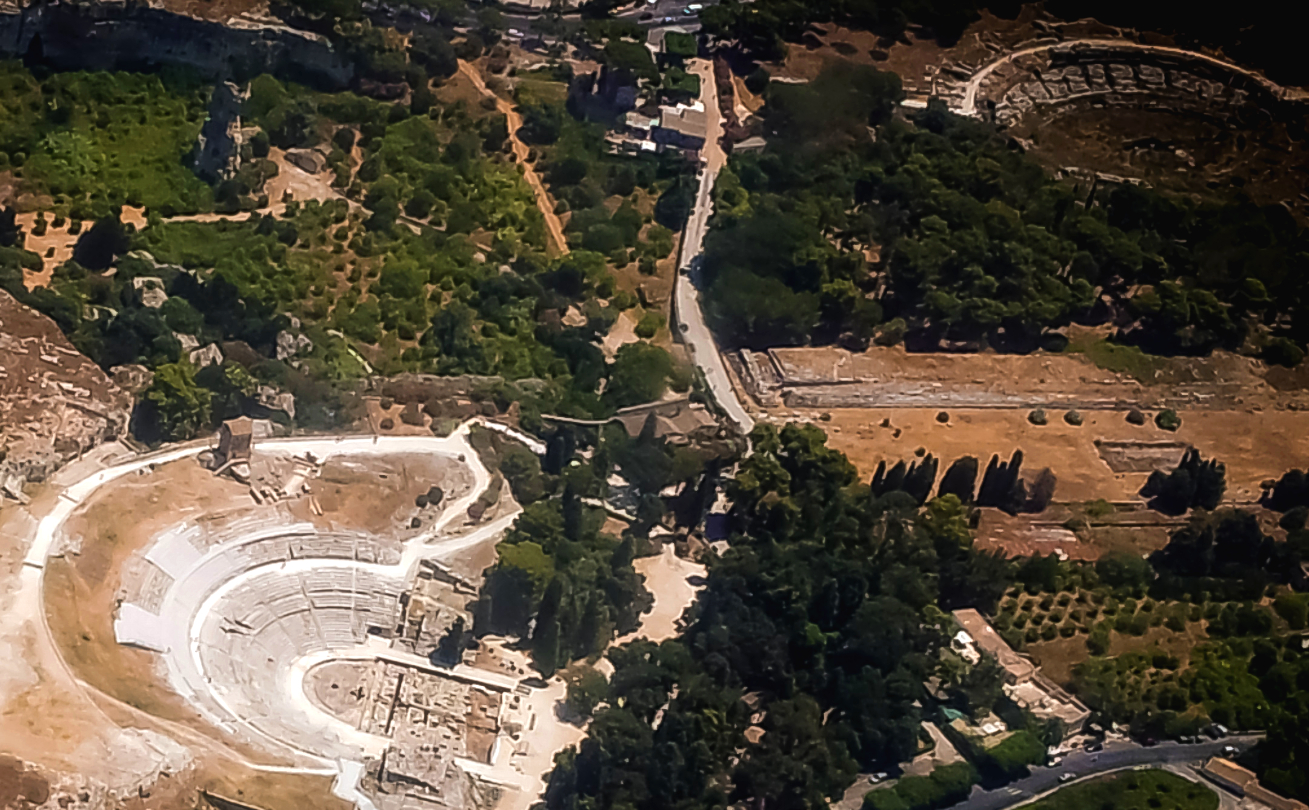
Il teatro greco (a sinistra) e l'anfiteatro romano (a destra) di Siracusa, situati nella Neapolis, visti dall'alto

Fu Dionisio il primo a trasformare Ortigia in una roccaforte militare: lì vi risiedeva solamente lui, la sua corte e i suoi soldati. Stavolta, invece, la fortificata Ortigia avrebbe accolto oltre i soldati anche l'intera popolazione; una convivenza inedita ma necessaria, poiché la sempre crescente minaccia del sultano ottomano non permetteva ai popoli costieri di vivere liberamente al di fuori delle mura: essi sarebbero stati rapiti dai corsari e poi venduti come schiavi negli empori dei turchi.

#### L'arrivo dei cavalieri ospitalieri di Gerusalemme
Oltre alle fortificazioni, Carlo mise a protezione di quella che per lui era la chiave levantina del Regno (sorgendo Siracusa sulla costa siciliana che si affaccia al Levante) la rinomata Compagnia dei cavalieri ospitalieri di San Giovanni di Gerusalemme: costoro, erranti dal 1522 poiché sfrattati dall'isola di Rodi da un attacco della Sublime Porta, approdarono infine a Siracusa nel 1529; controversa risulta essere la narrazione storica sul loro arrivo nella città aretusea. Secondo alcune fonti essi vi giunsero di propria iniziativa dopo aver lasciato solennemente la Francia, mentre stando ad altre cronache essi vi giunsero su espressa richiesta dell'Asburgo.
Sta di fatto che quando il Gran Maestro Philippe de Villiers de L'Isle-Adam approdò al porto della città, Carlo V si trovava fuori sede, nel nord Italia, per farsi incoronare una seconda volta imperatore (i popoli nemici del suo potere non l'avevano voluto riconoscere tale nel 1519), che egli rifiutò la richiesta dei cavalieri di Gerusalemme di far diventare Siracusa la base principale del loro nuovo Ordine e che affrettò l'iter per la cessione delle isole di Malta e Gozo (oltre alla libica Tripoli, che però non sarà a lungo da essi mantenuta), esortandoli a lasciare la città aretusea e a dirigersi nei loro nuovi feudi (l'unico pegno di obbedienza al re di Sicilia era la consegna annuaria di un falcone). I cavalieri, dopo essere rimasti un anno intero a Siracusa, salparono da qui alla volta della loro nuova casa nel luglio del 1530. Nasceva così l'Ordine dei cavalieri di Malta, che sarebbe rimasto legatissimo a Siracusa fino alla fine della propria storia bellica.

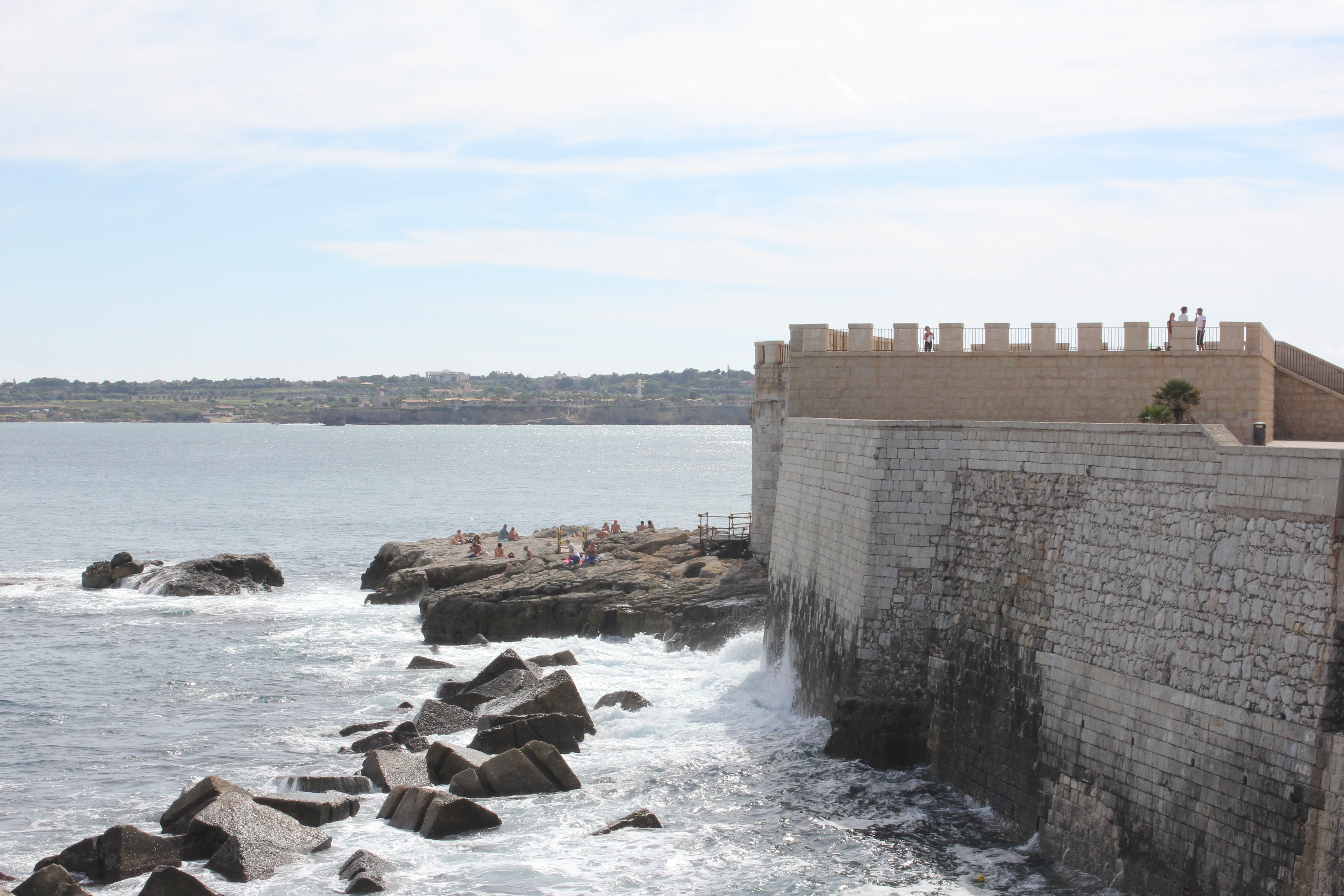
Fortificazioni ortigiane d'epoca spagnola (alle spalle del forte Vigilena)

L'epoca di Carlo fu costellata dalla continua lotta alle forze ottomane, tenendole a bada e impedendo loro di impadronirsi dei baluardi occidentali (anche se una parte dell'Europa era già caduta in loro potere). Mentre la guerra siculo-spagnola si spostava nell'Africa settentrionale, Siracusa veniva sempre più fortificata e riempita di soldati di Sua Maestà Cattolica. Le si bloccò il commercio e perse molto potere politico quando, nell'ottobre del 1536, morì la sua regina Germana: Carlo, mantenendo la promessa fatta ai siracusani dieci anni prima, abolì la Camera reginale e dichiarò Siracusa città demaniale. S'intensificò allora l'emigrazione della nobiltà da questi luoghi e aumentò la dipendenza da cariche distanti dal territorio aretuseo.
Nel frattempo i soldati spagnoli creavano spesso ammutinamenti e ribellioni contro la corona, per via delle mancate paghe e, inevitabilmente, una città militare come Siracusa soffriva particolarmente del verificarsi di tali eventi, poiché le rappresaglie dei soldati finivano sempre con il coinvolgerli.

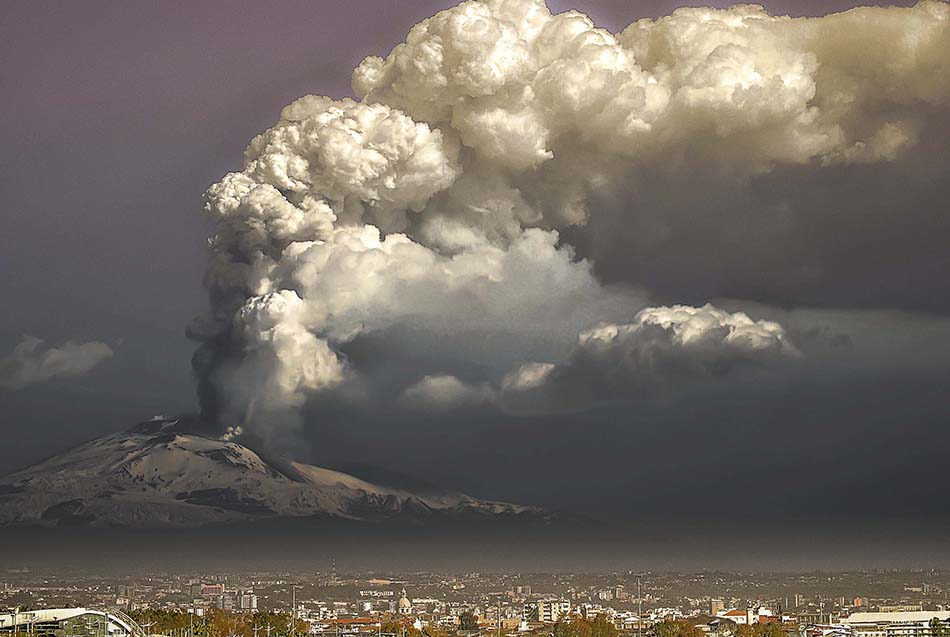
L'Etna in eruzione: i siracusani dovettero sempre fare i conti con il vulcano siciliano, poiché la loro città era sì abbastanza lontana da non subirne le colate laviche ma troppo vicina per non patirne la cenere vulcanica e i forti terremoti

Vi erano poi altri potenti nemici con i quali bisognava confrontarsi: dalla Francia di Francesco I (acerrimo nemico di Carlo V e pericoloso alleato della Sublime Porta) ai veneziani che, alleati dei francesi e degli ottomani, già più volte in passato erano entrati in conflitto con la Siracusa spagnola.

#### Il terremoto del 1542
Nel dicembre del 1542 la città subì uno dei più violenti terremoti della sua storia (X° grado della scala Mercalli, 6.8 gradi della scala Richter), preceduto da altri danni avuti nel 1537 a causa di consecutive eruzioni del vulcano Etna e del terremoto che questi generò, il cui frastuono «rese sordi quasi tutti i siciliani» (stando alle parole del testimone agli eventi Filoteo).
(Juan de Mariana, Historia de España; Tratado contra los juegos públicos; Del rey y de la institución real, ed. 1879 (o. 1599), pp. 387-388.)
Poco chiare appaiono le testimonianze sull'evento sismico del 1542; il vescovo di allora, Girolamo Beccadelli, portò i siracusani in preghiera sulle navi, poiché pare che questi avessero il terrore che la loro città sprofondasse e venisse inghiottita dalle acque; si verificò probabilmente uno tsunami, tradotto dai locali come «tempeste di mare» che accadevano durante i terremoti (nelle coste del siracusano sono stati rilevati d'altronde i depositi di ben dodici tsunami, alcuni dei quali legati ad eventi non identificati). Purtroppo su questo evento si conosce poco poiché la memoria bibliografica lasciata scritta dai locali venne distrutta con i vari incendi e inondazioni subite nel corso dei secoli dagli archivi storici siracusani, e tutta l'attenzione orale finì per essere soppiantata dall'interesse per l'ancor più tragico terremoto del 1693. Di sicuro, comunque, si sa che la città di Siracusa nel 1542, come conseguenza di questa calamità, fu «vicina alla distruzione totale».
Come era già accaduto in passato (quando si credette alla fine del mondo nel 1524), riaffiorò nel popolo il timore di aver scatenato l'«ira del Cielo» e di doverla quindi placare. Carlo V d'Asburgo diede la colpa del terremoto ai peccatori; egli desiderava che costoro venissero scoperti e cacciati via dalla città, rei di aver provocato il «fragello divino», ma l'imperatore fu riportato a più saggia decisione dai suoi consiglieri che gli rammentarono la non colpevolezza umana di fronte allo scatenarsi della natura. Carlo V allora fece promulgare una serie di leggi che avevano lo scopo di tutelare i terremotati da tutti quei disordini civili che solitamente si verificano in casi straordinari come questo.
I siracusani scapparono dalla città (gli storici Dufour e Raymond parlano per loro di «sindroma da fuga», tipica di questi eventi) e si trasferirono in aperta campagna, ma la Corte regia li obbligò a rientrare (le scosse di assestamento andarono avanti per circa 40 giorni), poiché fuori vi era il pericolo dei turchi e Siracusa era una piazza militare che aveva bisogno del proprio popolo per resistere a un eventuale attacco (già negli anni '20 i siracusani avevano ricevuto l'ordine di non abbandonare la città per nessun motivo; nemmeno in caso di fame, peste o guerra). Gli spagnoli si occuparono subito di ripristinare le fortificazioni distrutte dal sisma, ma non si interessarono dei danni a lungo termine che questa calamità avrebbe portato con sé: difatti fu dopo il '42 che la città smise, per un tempo lunghissimo, di crescere demograficamente.

#### L'abdicazione di Carlo V e l'attacco del sultano
Gli anni che seguirono ebbero un solo obiettivo per questa città: scongiurare un'invasione della sempre più pressante potenza ottomana. La più grandiosa opera di fortificazione asburgica si verificò tra la fine degli anni '40 e l'inizio degli anni '50 quando Carlo V, tramite i suoi viceré, mobilitò l'intera Sicilia orientale per la costruzione di mura, forti, baluardi e ponti che avevano lo scopo di rendere il capoluogo aretuseo una roccaforte inespugnabile.

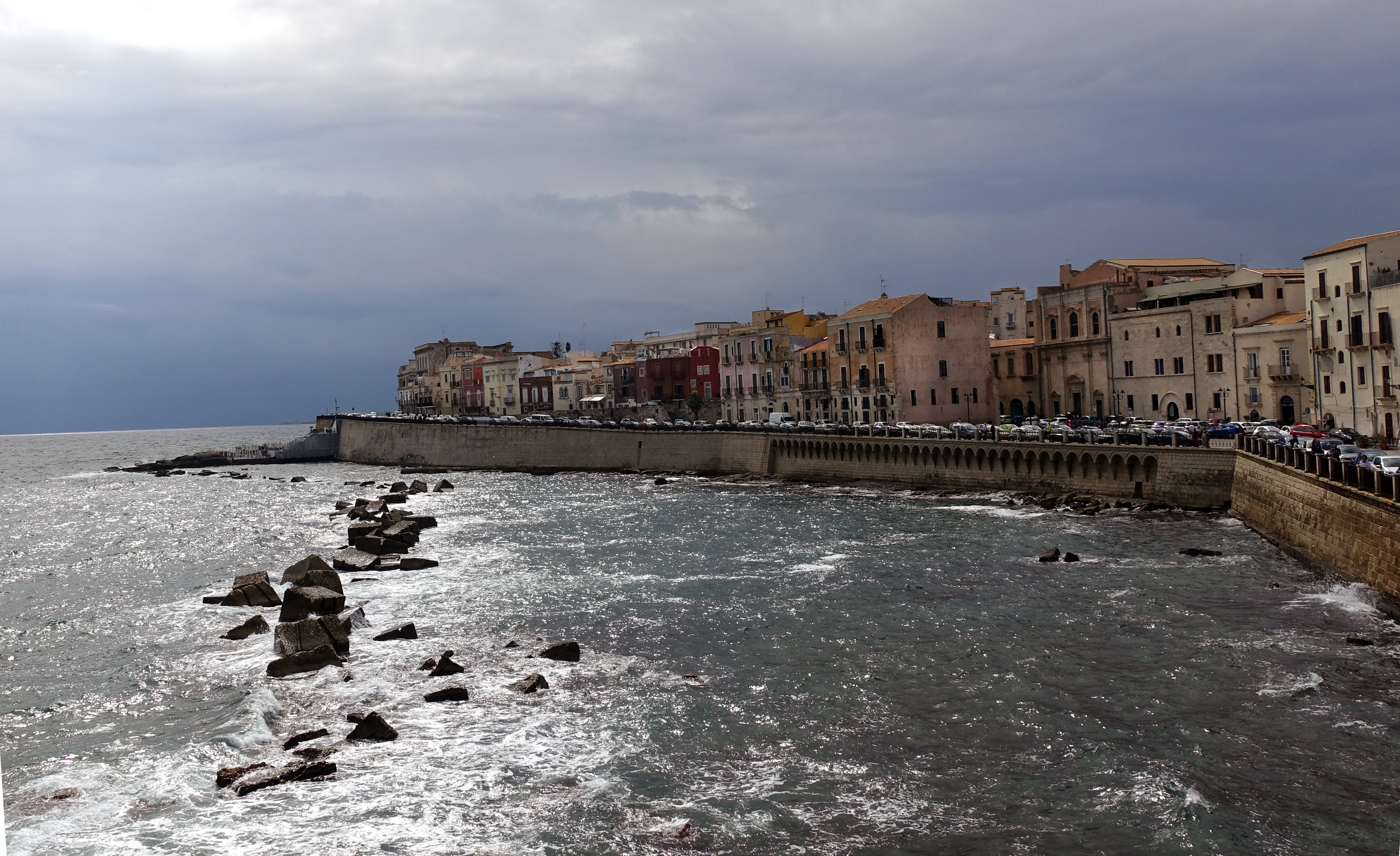
Ortigia, lungomare di Levante

Inoltre, nel 1552 egli separò fisicamente Ortigia dal resto della Sicilia, rompendo l'istmo che era stato fabbricato artificialmente nell'VIII secolo a.C.: Ortigia era in origine un'isola, ma i fondatori di Syrákousai stabilirono che collegandola alla terraferma essi avrebbero potuto muoversi, e conquistare, con maggiore facilità. Carlo V d'Asburgo apportò quindi alla storia ortigiana un cambio epocale, che cancellava ciò che era stato il volere degli Antichi Greci.
Nel 1556 Carlo V abdicò a favore di suo figlio Filippo II di Spagna (da questo momento in avanti, sempre per volontà di Carlo, le corone del Sacro Romano Impero e quella del Regno di Spagna sarebbero state tenute separate). Nel 1558 Carlo V d'Asburgo morì; quello stesso anno si verificò a Siracusa l'inondazione del fiume Anapo, che distrusse i mulini che rifornivano la città di farina, creando un danno grave e permanente, che sarà infine in parte risolto con l'apporto del barone di Sortino Pietro Gaetani, il quale essendo proprietario del feudo che sorgeva nei pressi della culla dell'Anapo, era anche il possessore dell'acqua che giungeva fino a Siracusa, egli quindi stabilì la costruzione, controversa, dei nuovi mulini sorti nella cavea del teatro greco che infine presero il suo nome (mulini di Galerme).
Filippo II di Spagna portò avanti il lavoro di fortificazione aretusea intrapreso dal padre. Nel frattempo aumentò il controllo spagnolo pure sui cittadini; si giunse quindi a parlare della minaccia concreta di un «controllo totale» da parte della Corte iberica su questa popolazione (ormai trincerata dentro le mura e suddita delle grandi operazioni militari ispaniche).
Il momento più ad alta tensione tra la corona spagnola e il sultanato si verificò nel 1565, quando Solimano il Magnifico cercò di distruggere l'Ordine di Malta (Grande assedio di Malta). In quei frangenti divenne Siracusa il baluardo delle forze spagnole contro la prospettiva di una cruenta invasione (se cadeva Malta, il prossimo attacco di Solimano sarebbe stato contro la città aretusea, che era la chiave d'Occidente vista dal Levante). Per cui in essa si concentrarono i soldati, mentre il viceré García Álvarez de Toledo y Osorio scrutava dal suo porto le mosse dell'imponente flotta ottomana.
I cavalieri riuscirono infine a respingere il sultano (anche grazie alle forze giunte da Siracusa). Il Gran Maestro Jean de la Valette, vedendo Malta sopravvissuta ma distrutta, propose di trasferire la Religione nella città aretusea (in realtà pare che la sua fosse una provocazione per ricevere velocemente aiuti finanziari dall'Europa).

### Dalla guerra contro l'Impero ottomano al terremoto del 1693

#### In lotta contro l'Impero ottomano
L'Impero ottomano tentò ancora di mostrare la propria forza all'Impero spagnolo nel 1573, allestendo una poderosa flotta e portandola nelle acque siracusane: era la risposta alla Lega Santa, della quale aveva fatto parte ovviamente anche Siracusa (la flotta veneziana scelse il suo porto per approvvigionarsi, così come i cavalieri di Malta e i soldati iberici), e la risposta alla sconfitta che questa aveva inflitto al sultano nelle acque corinzie durante la Battaglia di Lepanto. Nonostante in mare vi fosse una quantità tale di navi del sultano da permettere l'invasione del Regno di Sicilia, i turchi presero a sbarcare a ondate, per cui i siciliani e gli spagnoli ebbero tempo di organizzare le difese e rigettarli sulla battigia.
Altri assalti ottomani alle coste siracusane negli anni a venire si susseguirono, ma i siciliani riuscirono sempre a superarli egregiamente. Siracusa poi doveva la sua incolumità alla solida recinzione che l'avvolgeva, merito degli spagnoli e di sacrifici finanziari del popolo di Sicilia, e anche alla costante presenza dei cavalieri maltesi che si battevano per mantenere in questo Regno la Cristianità: va ad esempio citato lo scontro svoltosi alla penisola della Maddalena (nei confini della baia aretusea) tra i cavalieri gerosolimitani e le galee di Biserta, che procurarono in quell'occasione gravi lutti e danni all'Ordine cristiano (fu per esso una pesante sconfitta, della quale i siracusani furono attoniti spettatori).

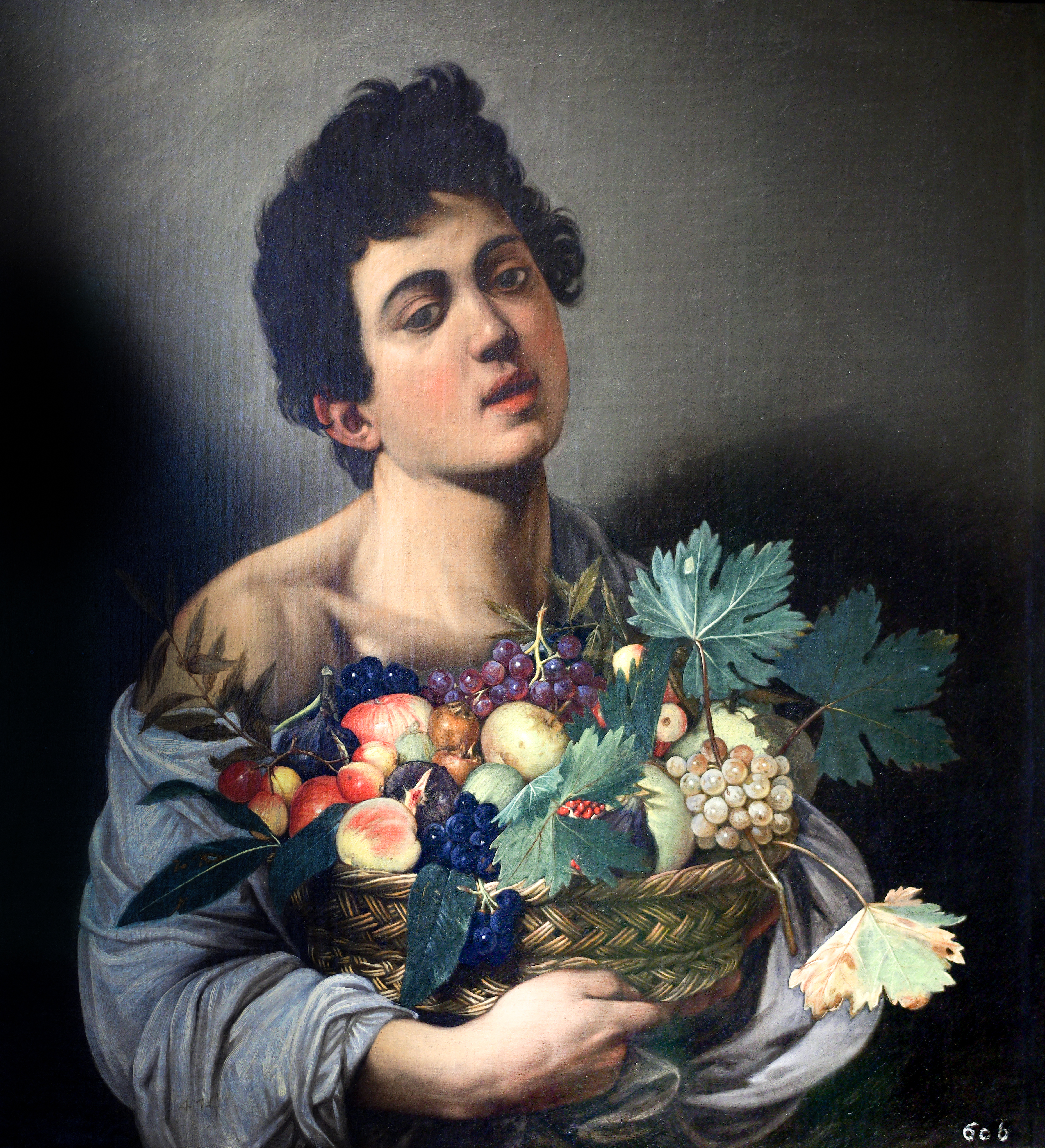
Fanciullo con canestro di frutta di Caravaggio. Il ragazzo che ha posato da modello per questo dipinto è il siracusano Mario Minniti, il quale appare in altri numerosi quadri del pittore lombardo

#### Il soggiorno di Caravaggio
Nel 1608 giunse in città il noto pittore Michelangelo Merisi, in arte Caravaggio. Egli stava fuggendo dai cavalieri di Malta e su di lui pendeva una taglia (emessa dallo Stato pontificio). Michelangelo soffriva da tempo di problemi con la giustizia e pare che il siracusano Mario Minniti (suo amico e modello a Roma) fosse inoltre suo complice. Minniti posò per le tele del Caravaggio (quando i due lavoravano nella stessa bottega) dal 1592 al 1600 (quando le loro strade si separarono una prima volta). Si riconosce il volto del Minniti in: Fanciullo con canestro di frutta, Bacco, Buona ventura, Concerto, I bari, Ragazzo morso da un ramarro, Suonatore di liuto, Vocazione di san Matteo.
Rifugiato nella città aretusea, Caravaggio incontrò nuovamente Minniti (secondo una tradizione egli fu ospite a casa sua). Qui ricevette una commissione: gli fu chiesto di dipingere una tela che raffigurasse la Santa patrona di Siracusa, il pittore lombardo quindi realizzò il Seppellimento di santa Lucia. Giungendo poi nell'area archeologica della città, Caravaggio, accompagnato dall'erudito Vincenzo Mirabella, coniò il nome a una delle famose latomie siracusane (le antiche prigioni, descritte da Cicerone come: «opera grandiosa, magnifica, dei re e dei tiranni»), chiamandola Orecchio di Dionisio (in riferimento alle presunte attività di spionaggio effettuate al suo interno dall'omonimo tiranno, grazie all'acustica del luogo).
Nel 1618, sotto il Regno del nuovo sovrano Filippo III di Spagna, venne mutato il nome del castello Maniace, il quale figurerà nei documenti ufficiali da ora in poi (fino alla fine dell'età spagnola) come castello di San Giacomo; patrono di Spagna. Al periodo di questo cambiamento appartengono anche le mensole arenarie poste sull'ingresso del castello che recano incisa la seguente minacciosa scritta: «Ego Interficiam Omnes Qui Affligent» (Ucciderò tutti quelli che fanno del male), a riprova del severo ruolo militare dato alla costruzione d'origine federiciana.

#### Tensioni europee
Nel 1635 i rapporti tra Francia e Spagna precipitarono e mentre si consumava la Guerra franco-spagnola, nei difficili rapporti tra Sua Maestà Cristianissima (il re di Francia) e Sua Maestà Cattolica ci finì nel mezzo pure Siracusa, la quale per la posizione geografica che occupava poteva determinare anche gli equilibri politici tra le potenze europee. Così accadde che nel 1637 i cavalieri di Malta vennero attaccati dal fuoco dei baluardi aretusei, provocando un incidente diplomatico non di poco conto. Scrisse indignato il Gran Maestro Lascaris al viceré siciliano che le galee dell'Ordine erano «insolite a sentir altre palle di cannone, che quelle de'Turchi, e de Mori Nemici di Christo, e della sua santa Fede», e stentavano a credere che i militari di Siracusa avessero attentato alla vita di coloro che li avevano sempre difesi. Altrettanto indignato si mostrò il re di Francia Luigi XIII che pretese dalla Spagna delle scuse ufficiali, che prontamente arrivarono, dato lo scandalo suscitato in tutta Europa dal fatto di Siracusa.
Seguirono decenni di crisi economica, sanitaria e climatica che decimarono ulteriormente la popolazione aretusea: solo nel 1672 la città vide perire d'un colpo 9.000 dei suoi abitanti a causa della fame, nonostante i tentativi di introdurvi del cibo da parte dei cavalieri maltesi e anche dei paesi limitrofi; quell'anno passò alla storia come malannata grande.

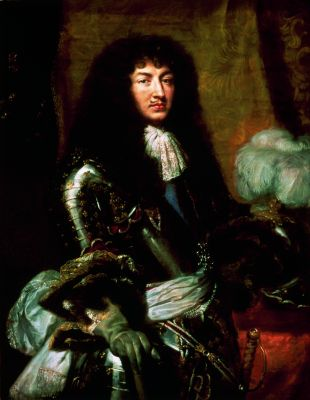
Il re Sole, Lugi XIV di Francia, ritratto al tempo della guerra in Sicilia

#### La guerra del re Sole in Sicilia
Nel 1674 la città di Messina, che dall'inizio dell'epoca spagnola era in lotta con Palermo per il ruolo di capitale dell'isola, vedendo che i suoi tanti privilegi venivano ostacolati e che la sua egemonia era posta in pericolo dalle delibere della Corte ispanica, decise di rivoltarsi contro la corona spagnola affidandosi all'aiuto dell'acerrima nemica degli Asburgo: la Francia del re Sole, Luigi XIV. Sua Maestà Cristianissima allora ne approfittò per cercare di strappare Siracusa all'Impero ispanico. I siracusani, va specificato, non si erano ribellati e rimanevano fedeli al giovanissimo re Carlo II di Spagna. I messinesi, che desideravano un'indipendenza solo per loro (volevano elevare il loro territorio a Repubblica) si ritrovarono invece a combattere fianco a fianco con i francesi contro i difensori di Siracusa, poiché intorno al capoluogo aretuseo si sviluppò la maggior parte del conflitto, dando origine a una sorta di guerra civile tra siciliani.
Augusta divenne la base principale del re di Francia, e scontri violenti si verificarono dapprima a Melilli (comune che sorge alle spalle sia di Siracusa che di Augusta) e poi nell'entroterra ibleo. Il conflitto va inquadrato all'interno della Guerra d'Olanda, per cui non stupisce che in queste acque giunse la flotta dei Paesi Bassi che, alleata della Spagna e capitanata dal celebre ammiraglio Michel Adriaenszoon de Ruyter, diede vita allo scontro navale svoltosi a nord di Siracusa (Battaglia d'Agosta), il cui scopo era cacciare i francesi fuori da Augusta, ma questi ultimi ebbero la meglio e gli olandesi videro perire, a causa delle ferite, nella città aretusea il loro comandante Ruyter (per i Paesi Bassi Ruyter era una figura paterna, molto importante).
Il re Sole, che concesse una tregua per permettere agli olandesi di trasportare il corpo di Ruyter da Siracusa ad Amsterdam, riprese con il suo intento di minare la stabilità spagnola in area aretusea (il piano francese era quello di conquistare prima Siracusa e poi cacciare gli spagnoli dall'intera Sicilia), così, mentre a Melilli «si gavazzava nel sangue» i siciliani degli Iblei si organizzarono per combattere contro le truppe di Sua Maestà Cristianissima, riuscendo a respingerle (la Francia aveva trasportato in Sicilia poche truppe e molte navi, per cui risultava meno avvantaggiata dal lato terrestre e molto pericolosa dal lato marittimo). Infine però, dopo quattro anni di guerra, nel 1678 il re Sole firmò l'armistizio che poneva fine alla guerra d'Olanda, quindi si impegnava ad evacuare Messina e le sue truppe ad Augusta e Melilli. Siracusa anche stavolta riuscì a cavarsela, ma la Spagna divenne con questa città molto più sospettosa: vedendola aggredita da più parti, incrementò su di essa il controllo militare e ne minò parte dei diritti civili andandola a dichiarare nel 1679 piazza d'armi e assegnandole un governatore militare la cui singola parola valeva più di quella dell'intero Senato aretuseo.

#### Il terremoto del 1693
Nel frattempo le calamità non concedevano tregua ai siracusani: nel 1693 vennero investiti dal terremoto più forte mai registrato in terra siciliana (terremoto del Val di Noto del 1693). Questo evento sismico, che si verificò di notte l'11 gennaio, fu accompagnato nelle coste aretusee da un maremoto, in totale la città perse in un solo giorno altri 4.000 dei suoi abitanti.
Quasi rasa al suolo, Siracusa rifabbricò da capo il suo centro storico, Ortigia, adottando soprattutto lo stile barocco.

### Dalla guerra di successione spagnola alla salita al trono dell'ultimo Asburgo

#### La guerra di successione spagnola
I siracusani non ebbero tempo di rifiatare, ovvero non ebbero il tempo sufficiente per riprendersi dal terremoto di fine secolo e ricostruire la loro città con la dovuta calma dopo, poiché nel 1700 venne a mancare il re Carlo II di Spagna, e dato che costui rappresentava l'ultimo Asburgo di Spagna (morto molto malato e senza eredi), si aprì una delicatissima questione che coinvolse a pieno la Sicilia e Siracusa (che diverrà uno dei principali teatri di questa lunga guerra di potere): nelle mani di chi doveva passare l'Impero spagnolo, del quale faceva parte la corona siciliana.

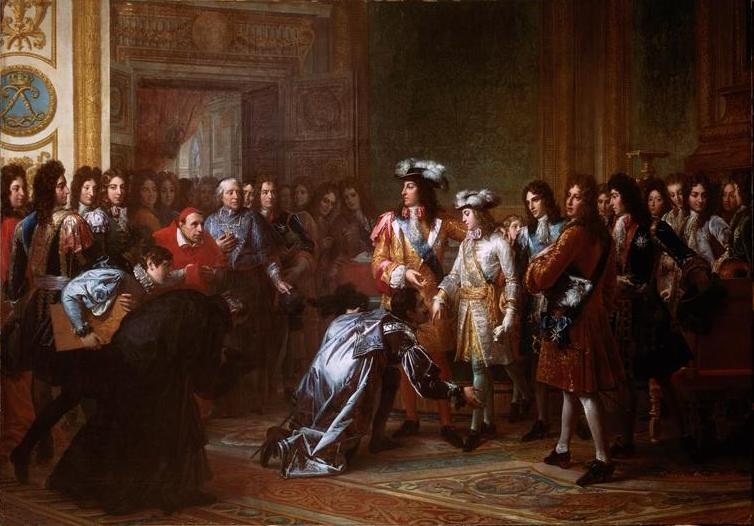
Il re Sole Luigi XIV dichiara suo nipote Filippo V di Borbone nuovo re di Spagna; l'atto che fece esplodere la guerra di successione

L'ultimo Asburgo spagnolo nominò nel suo primo testamento come suo unico erede (di un Impero indivisibile) il consanguineo germanico, l'arciduca Carlo d'Asburgo (il ramo originale degli Asburgo), ma il re Sole si oppose ripetutamente a questa scelta, non volendo che l'Impero spagnolo si andasse ad unire al Sacro Romano Impero (e si ritornasse dunque a quel singolare strapotere che nel Cinquecento era stato concentrato nelle sole mani di Carlo V d'Asburgo), propose quindi altri nomi fino a quando riuscì a convincere il giovane Carlo II ad accettare di trasferire tutto l'Impero al figlio del delfino di Francia; il nipote del re Sole, Filippo di Borbone. Ma se questa prospettiva soddisfaceva la Francia, spaventava invece l'Inghilterra (altra acerrima nemica della Spagna) e non incontrava il favore dell'Austria asburgica. Dopo l'incoronazione di Filippo a re di Spagna, nella reggia di Versailles il 16 novembre 1700, la guerra fu inevitabile. Da un lato vi erano schierate la Spagna e la Francia, dall'altro l'Inghilterra e il Sacro Romano Impero, forti anche di ulteriori alleati, fermamente decisi a impedire l'unione tra la corona spagnola e la corona francese.
La guerra, diffusa in tutto il mondo, non tardò a raggiungere la Sicilia: nel porto di Siracusa, tra l'altro, si verificò l'unica azione belligerante della prima fase delle cruenti turbolenze europee di inizio Settecento: nota come Battaglia di Siracusa, essa fu uno scontro tra navi francesi e navi inglesi, che vide la facile vittoria della Francia per via dell'esiguo numero di inglesi nel porto. Nel 1713 tutte le potenze, eccetto una (Sacro Romano Impero), firmarono il Trattato di Utrecht, con il quale si smembrava l'Impero spagnolo: la Sicilia venne sottratta alla Spagna e unita al Ducato di Savoia (Piemonte). Il duca Vittorio Amedeo II di Savoia per sedere sul trono di Sicilia divenne re. Ma il nuovo assetto territoriale non era destinato a durare: la Francia, uscita sconfitta da questa guerra, rinunciò al trono di Spagna e passò dalla parte dell'Inghilterra e del Sacro Romano Impero. Gli spagnoli non avevano tuttavia intenzione di rispettare gli accordi di Utrecht; essi ripresero in mano le armi e nell'estate del 1718 si diressero in Sicilia, per riportarla sotto la corona del re di Spagna e re delle Indie, Filippo V di Borbone.

#### Il ritorno degli spagnoli nell'isola
Tutto ciò sconvolse Siracusa, i cui comandanti dovettero imporre nuove e celeri opere di riparo per le fortificazioni (alcune ancora deboli dopo il terremoto), imponendo ai cittadini di lasciar perdere la ricostruzione delle case e degli altri palazzi civili. Un assedio era alle porte. La città divenne quindi sede del viceré piemontese Annibale Maffei, che dall'interno delle sue mura orchestrò la difesa savoiarda del Regno.
Nel frattempo re Giorgio I d'Inghilterra mandò la flotta britannica, la Royal Navy, in acque siciliane, sotto il comando dell'ammiraglio George Byng, il cui compito era quello di convincere il marchese di Lede Jean François de Bette, comandante supremo delle truppe spagnole in Sicilia, a desistere da questa invasione e ad accettare quanto stabilito a Utrecht. Poiché il marchese di Lede rifiutò di deporre le armi, Byng e la flotta inglese distrussero in acque siracusane l'intera flotta spagnola (Armada Española): lo scontro avvenne tra Avola e Capo Passero, mentre tutti i prigionieri vennero condotti dapprima a Siracusa e poi al porto di Mahón. La violenta condotta dell'Inghilterra irritò la Francia, che intravide in essa la sua prossima potente avversaria, tuttavia ottenne la gratitudine del Sacro Romano Impero, al quale era stata promessa la Sicilia; le truppe germaniche si spesero molto per sconfiggere quelle spagnole. La guerra andò avanti altri due anni: Siracusa venne bloccata dalla parte terrestre ma non dal mare, data la costante presenza della flotta inglese nel suo porto.

#### L'ultimo Asburgo
L'assedio venne quindi superato e nel 1720 salì sul trono siciliano Carlo VI d'Asburgo (ultimo esponente diretto di questa casata), mentre il re piemontese venne ricompensato della perdita della Sicilia con l'acquisizione della corona di Sardegna. Ma la discordia tra i regnanti d'Europa riportò in auge la guerra in terra siciliana: la Francia, alleatasi con la Spagna, s'impegnò a estromettere dai Regni dell'Europa del Sud la monarchia asburgica, poiché entrata in contrasto, nel contesto della guerra di successione polacca, con l'asse formato dal Sacro Romano Impero, dalla Prussia e dalla Russia (asse del quale faceva parte anche la Sicilia, in quanto terra asburgica); il cosiddetto Bund der drei schwarzen Adler (il trattato delle Tre aquile nere).
La corona di Sicilia venne stavolta promessa al figlio del re di Spagna, attuale duca di Parma e Piacenza Carlo I di Borbone (a patto però che le corone di Spagna e Sicilia rimanessero rigorosamente separate). Nuove battaglie si susseguirono in aree siciliane; Siracusa divenne nuovamente la capitale militare del vicereame assediato: José Carrillo de Albornoz, duca di Montemar si trincerò dentro la città aretusea e il comandante supremo delle truppe germaniche, il generale Orsini di Roma, dichiarò al suo pari spagnolo, il marchese di Grazia Reale Pedro de Castro y Figueroa, che i tedeschi avrebbero difeso Siracusa fino all'ultima goccia di sangue. In realtà la vicenda prese infine una piega diversa: Siracusa subì nel maggio del 1735 un pesante bombardamento da parte degli spagnoli e la sua popolazione venne evacuata e dispersa nelle campagne limitrofe, ma i tedeschi, a un certo punto, dovettero dichiarare la resa, poiché l'imperatore asburgico aveva necessità di far pace con la Francia e l'Inghilterra, le quali dovevano riconoscergli la Prammatica Sanzione che permetteva all'ultimo Asburgo di passare il suo Impero alla figlia Maria Teresa d'Austria. Siracusa quindi si arrese nel giugno di quello stesso anno e i tedeschi lasciarono il posto agli spagnoli, i quali, a loro volta, sarebbero infine stati richiamati celermente in patria: la città passava in maniera definitiva sotto il dominio dei Borbone di Napoli. La Sicilia usciva fortemente provata da tutte queste guerre. Iniziava per la città aretusea un lungo periodo di forte decadenza sociale, politica ed economica.

## Epoca borbonica

### Primo periodo borbonico: la guerra contro l'Impero francese

#### I papiri del Ciane e la presa di Malta
Nella seconda metà del '700 venne scoperto il Cyperus papyrus (papiro egiziano) del Ciane. Ciò provocò una contesa nello stabilire a chi andasse il merito del primo rinvenimento; odiernamente non vi sono dubbi nell'attribuirlo all'erudito siracusano Cesare Gaetani (ricordando comunque che la prima testimonianza in assoluto sulla presenza di questa pianta in terra aretusea - non al Ciane ma al Plemmirio - risale al 1674 e va riconosciuta allo studioso botanico palermitano Paolo Silvio Boccone).

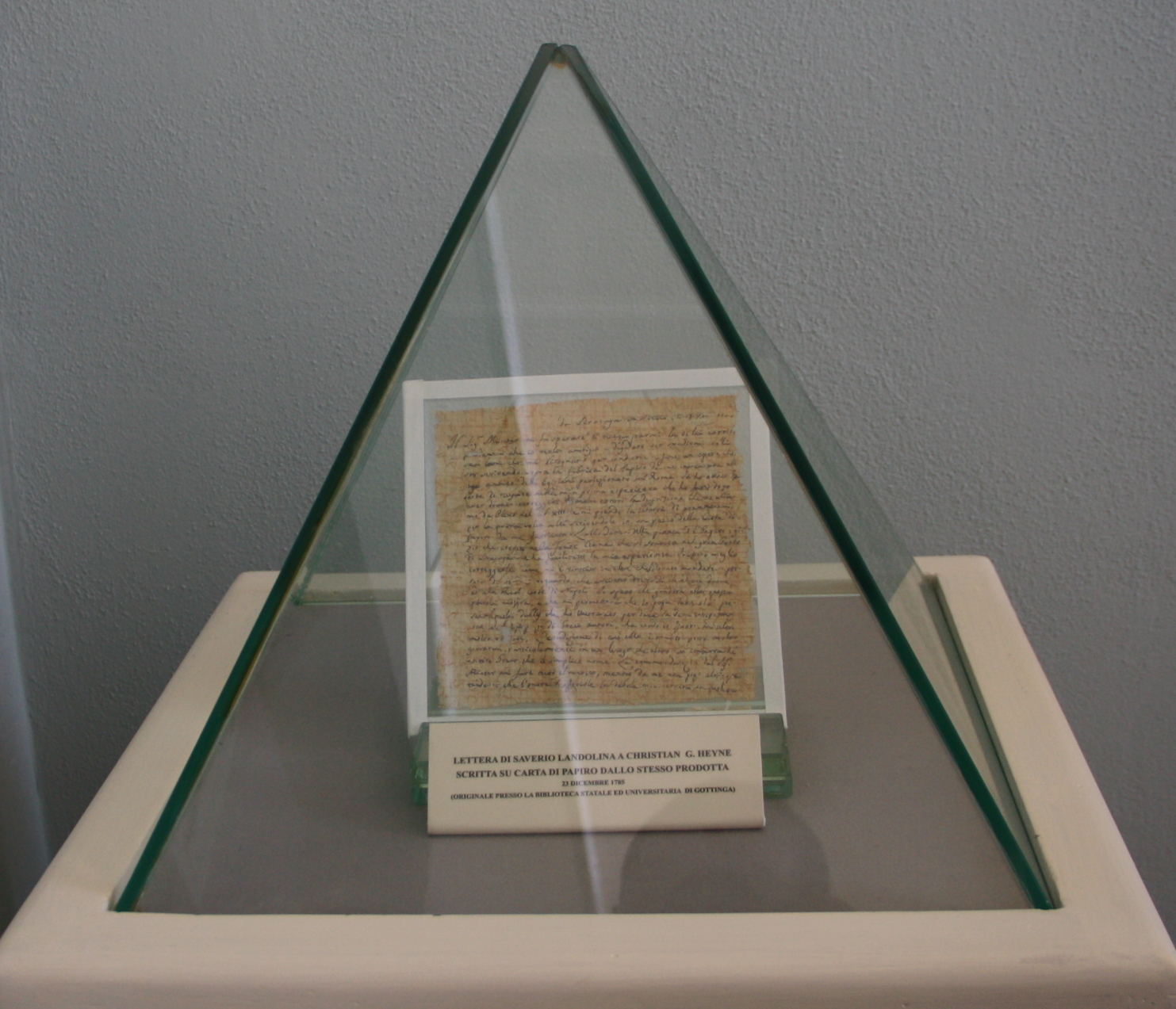
Papiro siracusano portato a termine nel 1785 da Saverio Landolina

Fu poi Saverio Landolina (importante figura politica e culturale della Siracusa di fine Settecento e inizio Ottocento), nel 1781, a fabbricare la prima carta di papiro d'epoca moderna, rimettendo così in circolazione l'antico metodo di scrittura mediterranea, del quale non si erano avute più notizie fin dalla fine dell'Impero bizantino.

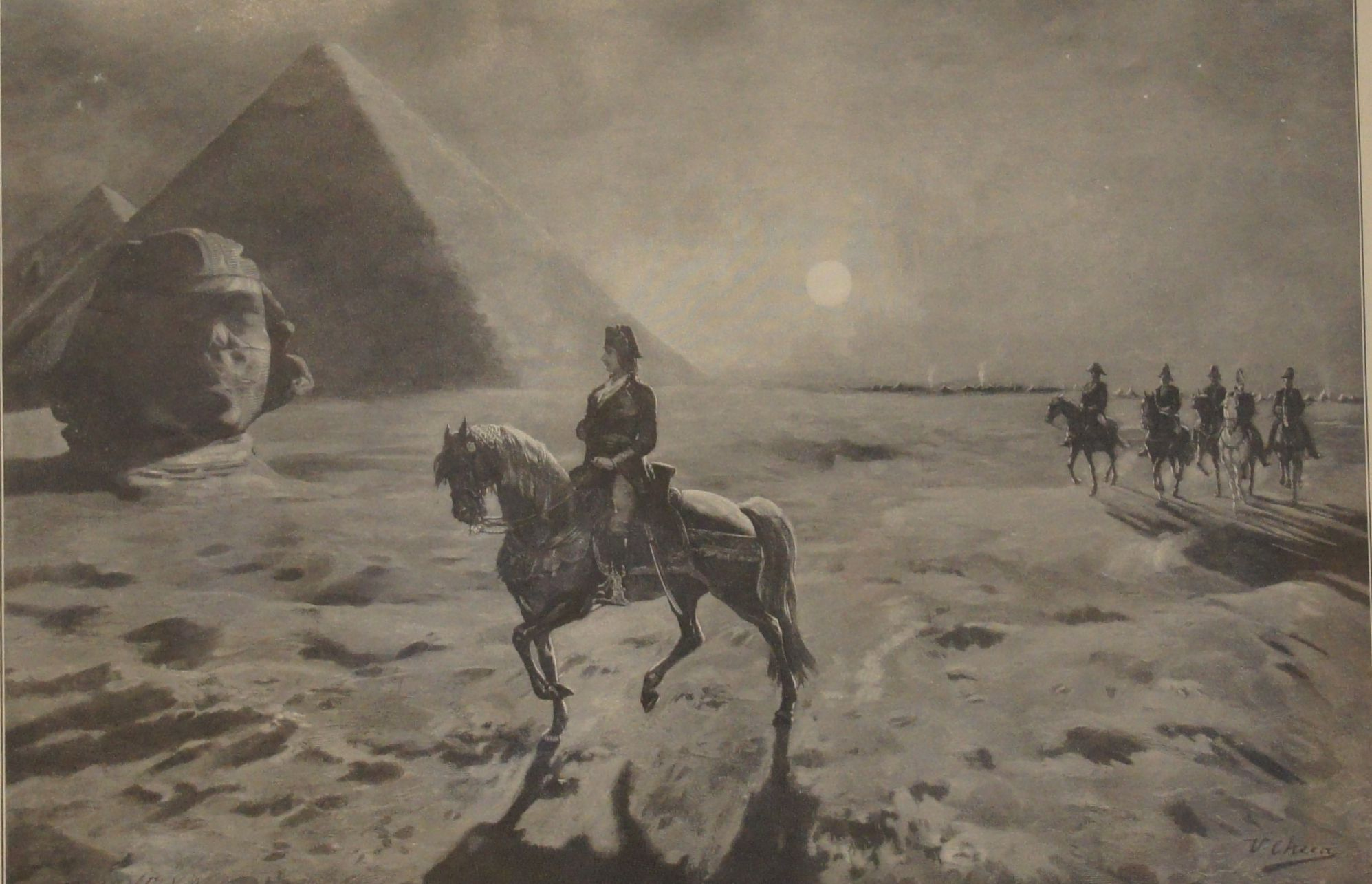
Napoleone Bonaparte e i francesi in Egitto nel 1798

Nel 1798 Napoleone Bonaparte, che stava prendendo sempre più potere in Francia, decise di dirigere una spedizione militare e scientifica in Egitto (sarà in questa occasione che verrà riportata alla luce la cosiddetta stele di Rosetta, fondamentale per la comprensione della scrittura geroglifica), ma prima di conquistare le piramidi e dichiararsi «governatore supremo dell'Egitto» volle venire a Malta (la sua flotta di fatto era in acque siracusane nel maggio di quell'anno) e sottrarre l'isola ai cavalieri dell'Ordine di San Giovanni di Gerusalemme, dichiarandola da quel momento in avanti possedimento della Francia. I cavalieri, già da tempo in rapporti con la corte degli zar, si diressero in Russia, per cercare un valido aiuto bellico contro Napoleone e riprendersi l'isola (nominarono loro Gran Maestro l'imperatore Paolo Romanov).
Tuttavia, entrò in scena una terza potenza: la Gran Bretagna, che nell'estate del 1798 mandò la sua flotta, la Mediterranean Fleet della Royal Navy, a intercettare la rivale napoleonica. Giunse quindi a Siracusa, il 19 luglio, l'ammiraglio Horatio Nelson. Dapprima Nelson trovò difficoltà per entrare nel porto aretuseo, poiché vigeva un patto di neutralità firmato tra Napoleone Bonaparte e la corte dei Borbone, secondo il quale i porti del Regno di Sicilia non dovevano accogliere navi belligeranti (Siracusa poi, in particolare, aveva da tempo il divieto di far entrare nella propria baia più di tre vascelli per volta; condizione che le aveva impedito nel 1788 di divenire la principale base navale russa nel Mediterraneo). Grazie però all'intercessione della regina siciliana Maria Carolina d'Austria (sorella della ghigliottinata Maria Antonietta di Francia e quindi nemica della rivoluzione francese), a sua volta sollecitata da John Acton e Lady Hamilton, fu permesso agli inglesi di rifornirsi di viveri e acqua nell'isola di Ortigia. In tale contesto Horatio Nelson inneggiò alla simbologia greca che attorniava l'antica fonte d'acqua dolce alla quale attinse; la fonte Aretusa, affermando che per merito di quell'acqua mitica egli avrebbe sconfitto Napoleone; aggiunse che aveva l'unica scelta di ritornare coperto di allori o di cipresso (non è chiaro se Nelson fosse a conoscenza delle leggendarie radici olimpiche di quella fonte, e per questo parlasse di allori, o se egli venisse semplicemente attratto dall'antichità della sorgente sotterranea che gli antichi Siracusani legarono alla ninfa d'Artemide).
Nelson sconfisse le forze navali di Napoleone nella battaglia del Nilo (a Siracusa apprese che l'Armée française si era diretta ad Alessandria d'Egitto). Nel frattempo, i suoi uomini si adoperarono per sconfiggere gli occupanti francesi a Malta. I siracusani - il cui governatore militare venne accusato dalla Francia di corruzione, poiché aveva permesso agli inglesi di violare il patto di Parigi del 1796 - ricevettero dalla corte borbonica l'ordine di schierarsi con l'Inghilterra e di privare i maltesi (ma non i maltesi ribelli) dei rifornimenti di cibo: Siracusa, fino alla venuta di Napoleone, era stata il principale porto di rifornimento, al quale poi si aggiunse anche quello di Augusta, per gli abitanti di Malta e in special modo per i cavalieri dell'Ordine. I francesi, spiegò loro John Acton, erano da considerarsi nemici; Nelson con la sua flotta avrebbe recuperato l'isola per la corona siciliana (si vedrà, alla fine, che l'isola recuperata non sarà mai più riconsegnata all'autorità della Sicilia).

#### Le guerre napoleoniche

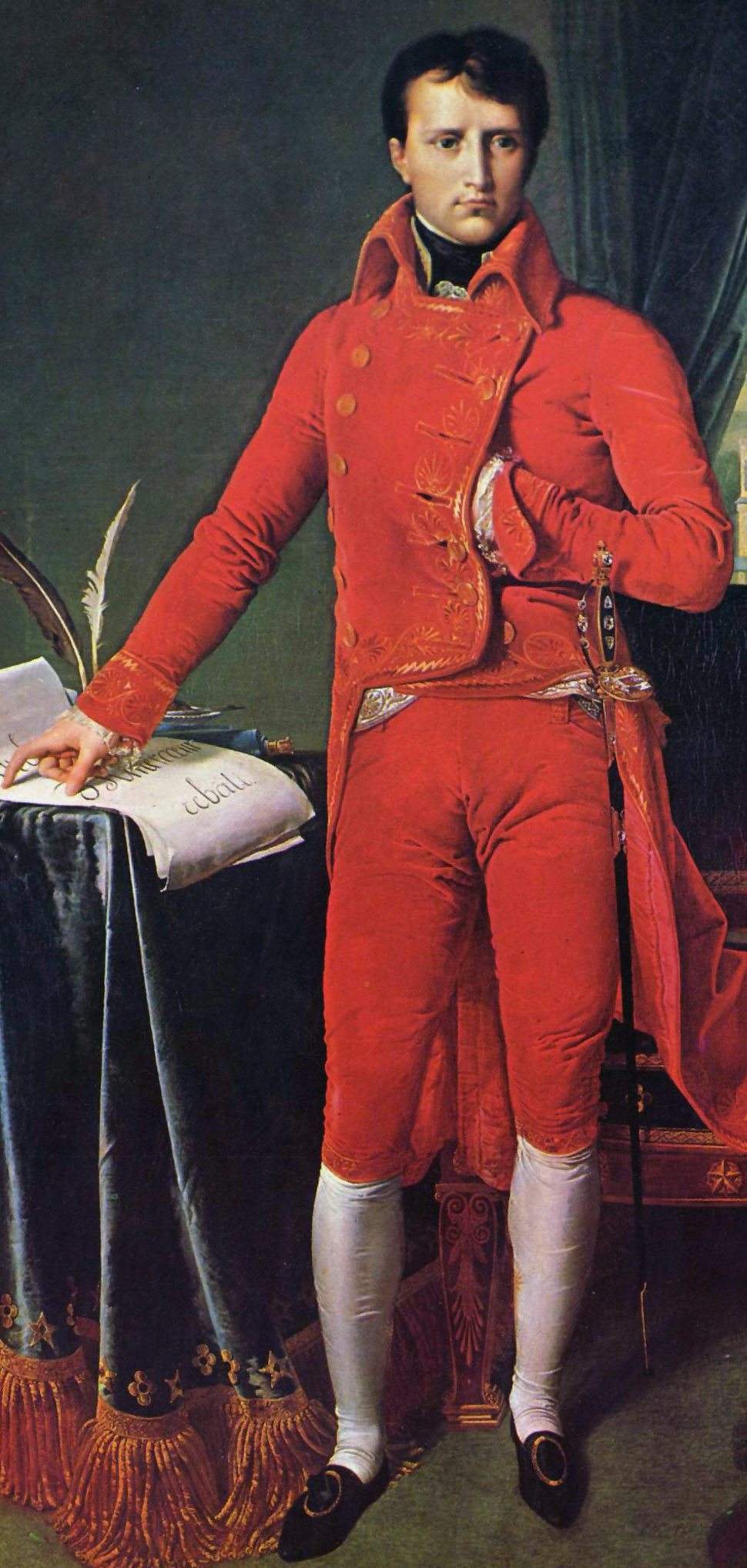
Napoleone Bonaparte alla fine delle guerre rivoluzionarie francesi e al principio delle guerre napoleoniche

Vedendo l'isola di Malta ormai saldamente in mano inglese, Napoleone decise di giocare d'astuzia e la promise allo zar Paolo, già Gran Maestro dei cavalieri giovanniti (suoi ospiti), che l'avevano occupata fin dal 1530. Tale mossa scardinò l'alleanza che era nata tra la Russia e l'Inghilterra, la quale si oppose a cedere la nuova conquista ai russi. Dopo una serie di diatribe si arrivò alla pace di Amiens nel 1802, che bloccò i conflitti tra la Francia rivoluzionaria e i suoi oppositori, azzerando conseguentemente anche le alleanze. Ciononostante, Francia, Russia e Gran Bretagna non riuscirono a mettersi d'accordo e la guerra riesplose prepotentemente su larga scala in Europa (proprio Malta rappresentò il pomo della discordia, in quanto Napoleone voleva fosse restituita ai cavalieri giovanniti e soprattutto che fosse sgombrata dagli inglesi; questi a loro volta non sapevano decidersi a lasciarla, temendo che Russia o Francia se ne appropriassero al loro posto).
Nel 1805 la situazione della corte borbonica era estremamente delicata: Napoleone (che aveva già fatto cadere una volta i Borbone dal trono del Regno di Napoli nel 1799) non si tenne più quando Ferdinando IV di Borbone (III per i siciliani) strinse una nuova alleanza con Russia e Gran Bretagna, e decise quindi di invadere il suo Regno; il re e la regina trovarono rifugio in Sicilia, presso la vacante corte di Palermo. Si era difatti formata la Terza coalizione (le due passate avevano mirato ad annichilire il cosiddetto Regime del Terrore e le guerre rivoluzionarie francesi, mentre dalla terza alleanza in avanti si parlò di guerre napoleoniche), il cui scopo era sconfiggere il generale corso e togliergli il titolo di Imperatore dei francesi (che egli stesso si era dato l'anno precedente), e Siracusa era stata designata da inglesi e russi come «point of concentration» per le operazioni che avrebbero condotto un gran numero di soldati a difendere la parte continentale del Regno borbonico, irritando grandemente Bonaparte, che eppure aveva sperato nel rispetto del nuovo trattato di neutralità fatto firmare a re Ferdinando il 21 settembre del 1805.

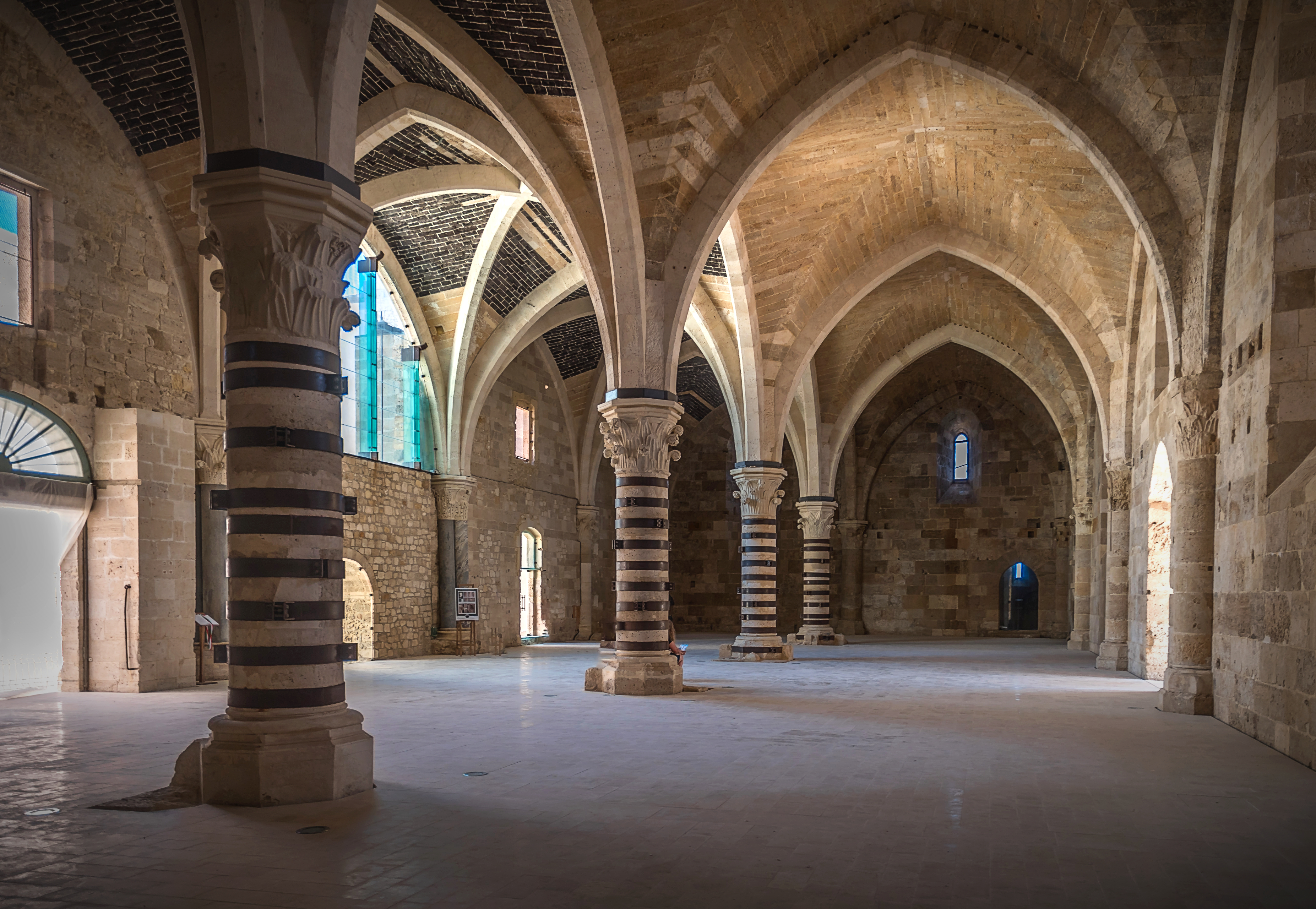
Interno del castello Maniace, fortificato dagli inglesi durante la loro occupazione di Siracusa

Non essendo Siracusa una città economicamente adagiata - tutt'altro; i viaggiatori di allora la descrivevano come uno dei luoghi più poveri d'Europa -, essa si animava solamente con la guerra (che era allo stesso tempo la sua condanna, dato lo stato di piazza d'armi che perennemente le apparteneva e che condizionava ogni aspetto della vita sociale aretusea); da tempo immemore accadeva ciò a Siracusa: durante i conflitti bellici questa città era capace di divenire rapidamente il punto focale dell'isola, accogliendo truppe, alti comandi, viceré e quant'altro. Insieme ai soldati, all'interno delle mura siracusane confluivano pure notevoli capitali di denaro, apportati proprio dalla milizia. Fu così, dunque, che la popolazione aretusea nel contesto bellico anti-napoleonico vide incrementare i propri modesti guadagni in un primo momento, nel 1805, con la presenza anglo-russa e in un secondo momento, dal 1807, unicamente con la presenza inglese: difatti, dopo la nascita del nuovo Regno napoletano bonapartista, gli inglesi, per evitare che Napoleone conquistasse anche la Sicilia (una delle pochissime terre ancora libere dalla dominazione francese), ne occuparono i punti strategici; Siracusa era uno di questi. Inoltre la città aretusea divenne sede della Mediterranean Fleet e del suo comandante in capo Cuthbert Collingwood (che aveva sostituito Horatio Nelson dopo che questi venne ucciso nella battaglia di Trafalgar).
Collingwood fece in modo che i reali, stabilitisi a Palermo, non potessero disporre di Siracusa, poiché egli ne richiese il pieno possesso marinaro e bellico per l'Inghilterra, asserendo che solamente gli inglesi erano in grado di proteggere i Borbone dalla sete di conquista di Bonaparte, e questa protezione poteva essere possibile solo escludendo la corte borbonica dagli affari più delicati della guerra. Il Regno di Sicilia era nei fatti diviso in due tra influenza inglese e influenza napoletana (quella inglese, tuttavia, la dominava). Tale atteggiamento indispose oltre ogni dire la regina (più attiva del marito nelle vicende del Regno): l'Asburgo-Lorena (essa era tra l'altro la sola nipote ancora in vita dell'ultimo Asburgo, Carlo VI; colui che aveva fatto dichiarare ai suoi uomini di voler difendere Siracusa «fino all'ultima goccia di sangue», salvo poi costringerla alla resa per permettere il passaggio dell'Impero asburgico alla futura madre di Maria Carolina, ovvero Maria Teresa d'Austria) si mostrò apertamente ostile agli inglesi e cadde in sospetto di questi quando Napoleone sposò una sua nipote. Accusata di «connivenza con il nemico», Maria Carolina d'Austria venne esiliata dall'isola nel 1813.
Nel 1807, primo anno di quello che la storiografia chiamò il «decennio inglese» per la Sicilia, venne firmata la pace di Tilsit tra Francia e Russia, il che complicò moltissimo la situazione bellica e sociale per la Gran Bretagna; a seguito di ciò Collingwood ricevette a Siracusa l'ordine da parte del suo Stato maggiore di distruggere tutte le navi dello zar presenti nei porti siciliani. Collingwood, pur prestandosi ad obbedire, intravide con largo anticipo la frattura che da lì a qualche anno sarebbe scoppiata tra Napoleone e Alessandro Romanov. I russi furono comunque espulsi dall'isola: Siracusa, che era stata scelta dal nuovo zar come base per le sue truppe, aveva già dovuto rinunciare prima della pace di Tilsit al rapporto privilegiato con la Russia, poiché gli inglesi lo impedirono non appena incominciò l'occupazione (stessa cosa fecero con gli americani, sollecitandoli ad andarsene; essi si trovavano a Siracusa fin dal 1803 e adoperavano la città come loro rifugio nella prima guerra barbaresca).
(Napoleone Bonaparte a suo fratello Giuseppe Bonaparte, 5 marzo 1808.)

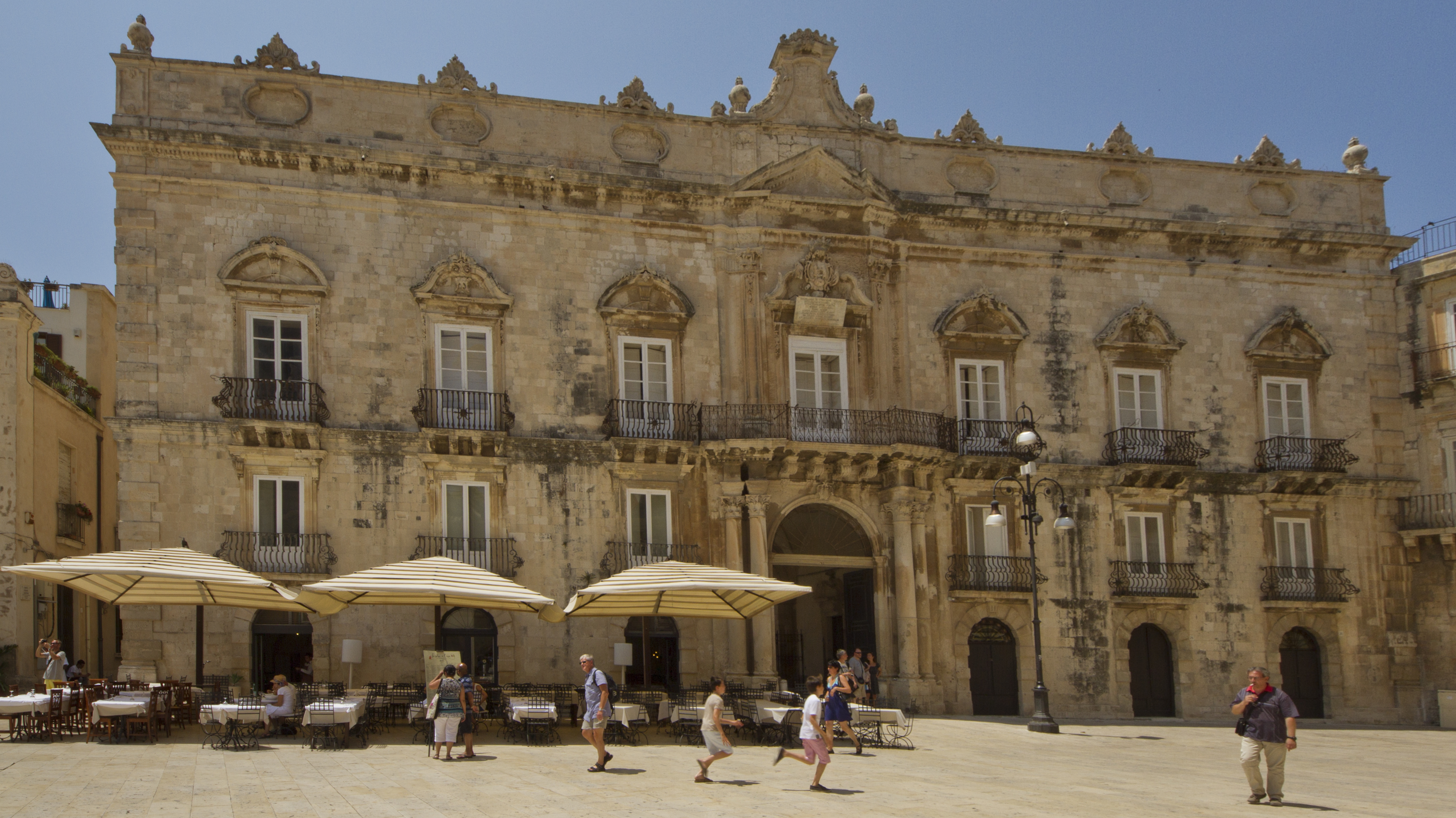
Il palazzo Beneventano del Bosco, nel quale vi risiedette il sovrano Ferdinando III di Borbone quando venne in visita nell'aprile del 1806

Mentre i rapporti con la Gran Bretagna divenivano sempre più importanti e privati (si veda a tal proposito la nascita della costituzione siciliana del 1812, fatta su stampo di quella inglese e da questi voluta con caparbietà), si indeboliva il potere dei Borbone sull'isola: nel 1811 Londra aveva mandato in Sicilia Lord William Bentinck, il quale, influenzato dai ragionamenti imperialistici dello scozzese Gould Francis Leckie (un proprietario terriero che visse a Siracusa negli anni delle guerre napoleoniche e che godette di grande stima presso i militari inglesi stanziati sull'isola), «sognò», come lui stesso confessò, di far divenire la Sicilia una delle due gemme più preziose della corona d'Inghilterra (l'altra era l'Irlanda), ed estromise il re dal governo siciliano (lo fece dare per malato; sue furono inoltre le forti pressioni esercitate su Maria Carolina d'Austria per costringerla all'esilio).
La situazione, ciononostante, mutò profondamente quando Napoleone Bonaparte, dopo aver tentato d'invadere e conquistare la Russia nel 1812, si vide circondato dai suoi nemici, che invasero la Francia, e dovette dichiarare la resa a Fontainebleau nel 1814. Con la caduta di Napoleone venne meno la necessità inglese di controllare la Sicilia e i siciliani: nel 1815 fu dichiarata la pace europea e al congresso di Vienna si stabilì di sopprimere la costituzione siciliana. La monarchia assoluta venne restaurata e i Borbone furono dichiarati sovrani del nuovo Regno delle Due Sicilie, nato fondendo le due corone di Sicilia e di Napoli.